# 玻利維亞瑞阿爾山脈

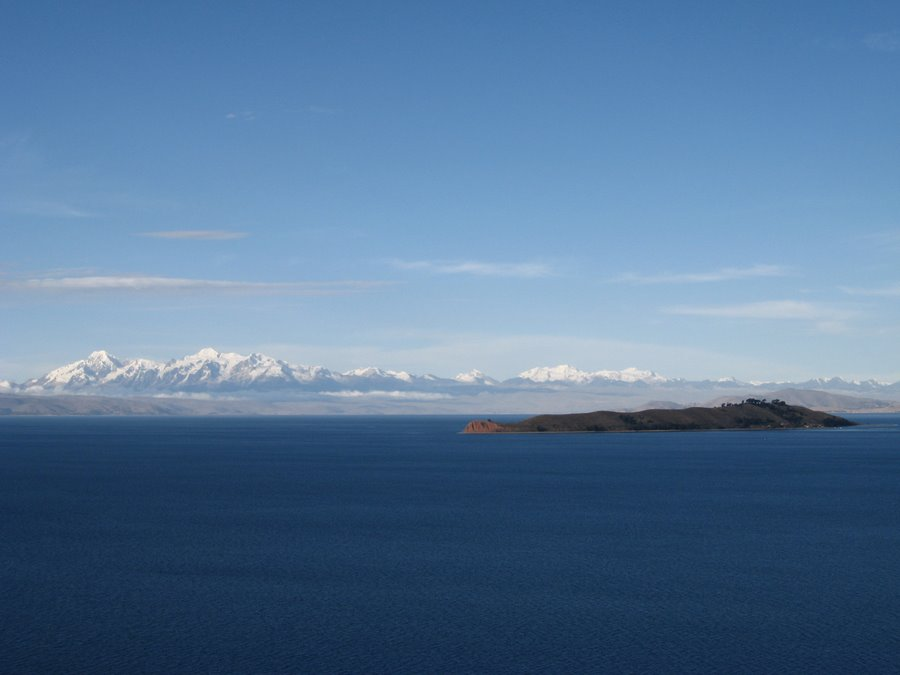

16°39′14″S 67°47′5″W / 16.65389°S 67.78472°W
玻利維亞瑞阿爾山脈是玻利維亞的山脈，屬於安第斯山脈的一部分，長125公里、寬20公里，最高點是海拔高度6,438米的伊宜馬尼峰，山體由花崗岩組成。